# Ahlaam Teghadouini
Ahlaam Teghadouini (Gouda, 1997) is een Belgische actrice. Teghadouini was te zien in de televisieseries Hoodie, Grond, Sihame en Roomies.

## Biografie
Teghadouini werd in Gouda geboren, maar verhuisde op haar zevende naar Brussel. Voor het Brusselse jeugdtheater BRONKS treedt zij op als ambassadrice en organiseert onder andere workshops voor Brusselse jongeren. Ze speelde ook in producties van het Brusselse collectief Tint.
In 2020 speelde Teghadouini een van de hoofdrollen in de Ketnetserie Hoodie. Een jaar later was zij te zien als Nadia Boulasmoum in Grond, een komische tv-serie op de zender Play4 over een paar jonge Belgen van Marokkaanse origine die de begrafenisonderneming van hun vader overnemen.
In 2022 speelde ze de hoofdrollen in de Nederlandse KRO-NCRV-televisieserie Sihame en in de Belgische serie Roomies. In Sihame speelt ze het slachtoffer van exposing, waarna ze wraak neemt op de daders. In Roomies is Teghadouini te zien in de rol van Bibi, een jonge vrouw die op zoek is naar haar geaardheid.
In 2024 speelde ze mee in aflevering 6 seizoen 18 van Flikken Maastricht.

## Filmografie

### Film
- 2022: Close, als Sophie
- 2023: Crossing, als Yamila
- 2024: Lunch People, als Salma
- 2024: Julie zwijgt, als Tutor
- 2024: A Ringing in the Ears, als Leila Gharbi
- 2025: iHostage, als Jihane

### Televisie
- 2020: Hoodie, als als Kenza Benali
- 2021: Grond, als als Nadia Boulasmoum
- 2022: Sihame, als Sihame Chouckour[5]
- 2022: Roomies, als Bibi
- 2023: Ferry, als Fara
- 2024: Flikken Maastricht, als Soraya Arib
- 2024: Rotown, als Farah
- 2024: Laura H. als Nour